# Volo TWA 800 (1964)

L'hostess Barbel Poehler ricoverata all'ospedale

L'hostess Marianne Von Zweyberg soccorsa

Il volo Trans World Airlines 800 era un volo effettuato dalla compagnia aerea americana Trans World Airlines con un Boeing 707-331, marche N769TW, che il 23 novembre 1964 esplose durante la fase di decollo dalla pista 25 dell'aeroporto di Roma-Fiumicino, causando 45 vittime tra i 62 passeggeri e 5 vittime tra gli 11 membri dell'equipaggio.

## Dinamica
Il Boeing 707 era decollato il 22 novembre alle ore 22.05 CST dall'Aeroporto Internazionale di Kansas City e giunto all'Aeroporto di Roma-Fiumicino alle 13.15 CET del 23 novembre dopo aver fatto scalo a Chicago, New York, Parigi e Milano.
Ripartendo alla volta di Atene l'aereo imboccò la pista 25 (pista n.2) alle 14.05, iniziò il decollo accelerando fino alla velocità di 80 nodi, quando gli strumenti indicarono che il motore nr. 4 aveva spinta zero, seguito poi dall'accensione della luce d'allarme sul inversore di spinta del motore nr. 2. I piloti abortirono il decollo ad una velocità inferiore a V1 dopo aver percorso 8/900 metri sulla pista. Decelerando meno efficacemente del previsto, l'aereo virò a destra colpendo con il motore nr. 4 un rullo compressore fermo a bordo pista, prendendo fuoco e fermandosi dopo 260 m avvolto dalle fiamme. Il bilancio iniziale fu di 44 vittime, 23 feriti, di cui 8 in condizioni molto gravi e 5 persone illese.
Vi furono due versioni contrastanti della dinamica dell'incidente. La TWA affermò che l'aereo in fase di rullaggio aveva urtato con il motore esterno destro un veicolo o un compressore stradale adibito ai lavori sulla pista nr. 1, che aveva prodotto un incendio causando l'esplosione dei serbatoi alari pieni di 58.000 litri di carburante. I testimoni oculari dissero invece di aver visto l'aereo sbandare, forse a causa di una brusca frenata d'emergenza, dopo aver superato il limite della pista in cui avrebbe dovuto decollare. Dopo una corsa di oltre 1.200 metri dall'inizio della frenata, sempre sbandando verso destra, l'aereo aveva urtato un compressore stradale all'opera sull'asfalto appena steso, sfiorando alcuni operai che si erano messi in salvo qualche attimo prima dell'impatto.
All'epoca fu il secondo peggior incidente aereo avvenuto in Italia per numero di vittime dopo il disastro aereo di Olgiate Olona, è attualmente il settimo peggior incidente.

## Elenco delle persone coinvolte

### Vittime
Accertate il 24 novembre 1964:
1. Manos
Provenienti da New York
2. Cossairt
3. Darnel
4. Darnel
5. Lewis
6. Tecle
7. Tsamines
Provenienti da Parigi
8. Chapman
9. Sakarellios
Imbarcati a Roma
10. Constance Churchill (moglie del secondo ufficiale, di Ridgefield, Connecticut)
11. Condon
12. Cory
13. Curwood
14. mons. Edward Celestin Daly (vescovo di Des Moines, Iowa)
15. Dorothy Flegal (madre della hostess Eleanor W. Flegal, di San Francisco)
16. Fox
17. Murphy
18. Nomani
19. Alfredo Sagramora (padre della hostess Simonetta Sagramora, di Roma)
20. Sagramora (madre della hostess Simonetta Sagramora, di Roma)
21. Elaine Schanke (di Los Angeles)
22. Ellen C. Schanke (di Los Angeles)
23. Paul Schanke (di Los Angeles)
24. Phillip Shanke (di Los Angeles)
25. mons. Joseph L. Sondag (segretario del vescovo Daly)
26. Bonnie Lou Trotter (di Tucson, Arizona)
27. Janet Ann Trotter (di Tucson, Arizona)
28. Keith Jr. Trotter (di Tucson, Arizona)
Membri dell'equipaggio
29. Hildegard Di Francesco (hostess, di Parigi)
30. Mireille Prost (hostess, di Parigi)
31. William A. Slaughter (primo ufficiale, di New York)
Dipendenti della TWA
32. Mariebeth Altonaga (hostess, di Parigi)
33. Laurette Bashong (hostess, di Parigi)
34. Stanley Chalupsky (di New York)
35. James Da Silva (di New York)
36. Eleanor W. Flegal (di San Francisco)
37. Doris M. Graf (di Los Angeles)
38. Georgette Granstein (hostess, di Parigi)
39. Beryl N. Groff (di San Francisco)
40. Francis Heurtevant (di Parigi)
41. Simonetta Sagramora (hostess, di Roma)
42. Waltraud Schmidt (hostess, di Parigi)
43. Keith B. Trotter (di Tucson, Arizona)
44. Gitta Ulbricht (hostess, di Parigi)

### Feriti
1. Simone Bazin (hostess, di Parigi) deceduta successivamente
2. John W. Churchill (secondo ufficiale, di New York)
3. Henri Constant (commissario di bordo, di Parigi) deceduto successivamente
4. Loretta E. Gartley (di Los Angeles)
5. Marion Korn (hostess, di Parigi)
6. Eduardo Lesniak (commissario di bordo, di Parigi) deceduto successivamente
7. Vernon W. Lowell (capitano comandante, di New York)
8. Howard W. (Warren) Lowery (ingegnere di volo, di New York) deceduto successivamente
9. Barbel Poehler (hostess, di Parigi)
10. Martin Shepard (addetto comunicazioni, di Roma)
Passeggeri
11. Debetesfaye
12. Michel Gullion
13. Jones
14. Kidane
15. Paolo Lamparelli
16. Marta Leistner
17. Peter Leistner
18. Pinto
19. Sainton
20. Martha Schultz (di Lawrence, Kansas)
21. Otto Schultz (di Lawrence, Kansas)
22. Patricia Trotter (moglie di Keith B. Trotter, di Tucson, Arizona)
23. Weymuller

### Illesi
1. Feegeley
2. Cornelio Garosci
3. Ralleigh
4. Egizio Rizzolati
5. Marianne Von Zweyberg (hostess, di Roma)